# Местные марки Эстонии

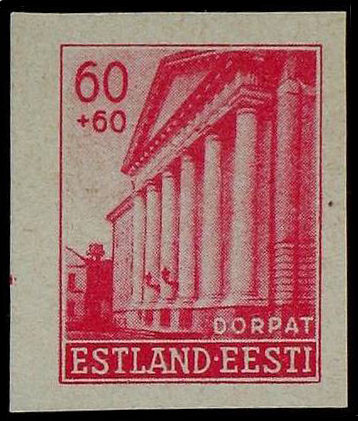
Почтовая марка Тарту. Дорпатский университет, 1941(Mi #8)

Местные марки Эстонии — выпуски провизорных почтовых марок, которые производились в ряде эстонских городов и других населённых пунктов несколько раз на протяжении XX века, а именно в 1918, 1941 и 1991 годах.

## Выпуски 1918 года

### Раквере

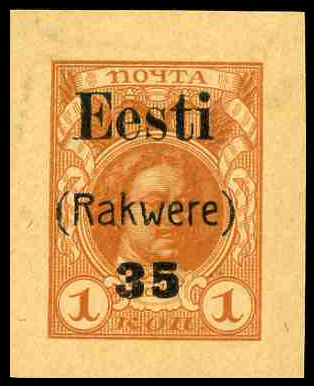
Почтовая марка Раквере, 1918(Mi #4)

16 ноября 1918 года в Раквере была сделана типографская надпечатка в три строки чёрной краской слов «Eesti (Rakwere)» и цифры нового номинала на вырезках знаков почтовой оплаты из бандерольных лент Российской империи, отпечатанных на желтовато-серой бумаге. Всего было выпущено четыре марки с номиналами 10 (175 экземпляров), 15 (402 экземпляров), 20 (137 экземпляров) и 35 копеек (26 экземпляров; в обращении не была). Надпечатка марок производилась в местной типографии Маргарете Левманн (Margarethe Levmann) на неразрезанных бандерольных лентах. Марки из лент вырезали по окончании печати. Известны бандерольные ленты, где марки не вырезаны. После надпечатывания штемпель был уничтожен.
На почтовых отправлениях эти марки гасились российским календарным штемпелем «Везенберг Эстл.» или линейным «Rakwere». Были в обращении до 22 ноября 1918 года. Некоторые исследователи считают данный выпуск спекулятивным.

### Йыхви и Хаапсалу
В каталоге марок Эстонии В. Эйхенталя приводятся сведения о местных выпусках в городах Йыхви и Хаапсалу, которые были осуществлены в ноябре 1918 года надпечаткой слова «Eesti». В Йыхви надпечатывались каучуковым штемпелем фиолетовой краской марки германской военной администрации («Postgebiet Ob. Ost.») 7½ пфеннига, в Хаапсалу металлическим штемпелем, чёрной краской марки Российской империи 19-го выпуска с надпечаткой 10 / 7 копеек и 5-копеечная беззубцовая 21-го выпуска. Однако каталог Хурта и Оясте отмечает, что в этих пунктах производилась надпечатка только цельных вещей. Подлинных почтовых отправлений с марками Йыхви и Хаапсало до настоящего времени не обнаружено, поэтому данные выпуски считаются сомнительными.

## Выпуски 1941 года

### Мыйзакюла
4 августа в городе Мыйзакюла вышла серия из 7 марок. На марках СССР и Эстонии были сделаны надпечатки чёрной краской ручным штемпелем, вырезанным на линолеуме, в одну или две строки текста «Vaba Eesti» (Свободная Эстония) и нового номинала. Всего было надпечатано 2705 экземпляров. Марки продавались в почтовых отделениях Мыйзакюла и Абья, незначительное количество — почтовым агентством Ууе-Каристе. Были в обращении до 16 августа 1941 года.

### Ныо
В середине июля 1941 года в Ныо вышла серия из пяти марок. На марках СССР была сделана надпись от руки «Eesti Post» чёрными, красными или зелёными чернилами.

### Отепя
12 июля в Отепя по распоряжению городской администрации был осуществлён выпуск двух почтово-благотворительных марок оригинального рисунка с доплатой в пользу беженцев войны. Марки, с изображением гербового щита с тремя диагональными полосами цветов эстонского национального флага и надписью «Eesti Post», печатались в местной типографии на белой рефлёной бумаге. Клише обводки герба первоначально было вырезано на линолеуме и периодически реставрировалось, а затем было заменено на металлическое, с закруглением внизу. Поэтому известны четыре типа щита, отличающихся формой обводки. Автором эскизов был Аугуст Валдмаа. Марки были в обращении до 15 августа 1941 года.

### Пярну
16 августа в Пярну, с разрешения местного немецкого командующего, вышла серия из шести марок. На марках СССР была сделана типографская надпечатка чёрной краской в три строки: «Pernau / 8. VII / 1941». Надпечатка производилась в местной типографии «Ома». Марки были в обращении до 25 августа 1941 года.
24 сентября 1941 года почтовой администрацией в Таллине был осуществлён дополнительный тираж выпуска. Типографский набор надпечатки отличался от основного и имел значительное количество дефектов. Главное отличие надпечатки дополнительного тиража — единицы в римской цифре месяца изображены арабскими цифрами. Этот выпуск был осуществлён в коммерческих целях. Марки не подлежали использованию в обращении, хотя известны прошедшие почту. Известны надпечатки дополнительного тиража на марках СССР «Тимирязев», «Маяковский», выполненные самовольно работниками типографии в спекулятивных целях.
|                   |              |               |                                |                                             |
| Мыйзакюла (Mi #6) | Ныо (Mi #Ib) | Отепя (Mi #2) | Пярну. Основной выпуск (Mi #8) | То же. Дополнительный («таллинский») выпуск |

### Тарту

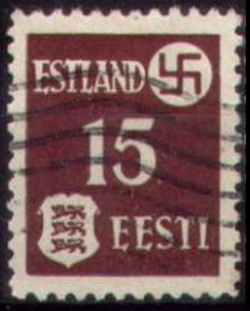
Первая почтовая марка Тарту, 1941(Mi #1)

26 июля 1941 года в Тарту вновь открылось почтовое отделение. Первоначально стоимость пересылки корреспонденции оплачивалась наличными. При этом использовался специальный штамп с надписью эст. «POSTIMAKS TASUTUD» («Почта оплачена»). Поскольку объём почты быстро возрос, в Тарту в 1941 году, с разрешения немецких властей, было осуществлено три выпуска почтовых марок оригинальных рисунков с надписью «Estland / Eesti». Все марки печатались в местной типографии «Илутрюкк». Марки Тарту использовались в почтовом обращении на всей территории Эстонии, в том числе при отправке корреспонденции за пределы республики. Они были в обращении до 30 апреля 1942 года.
Первая серия из трёх марок вышла 7 августа. На них была помещена крупная цифра номинала, а также герб Эстонии и свастика. Автором эскизов был Виктор Красс. Миниатюры были опечатаны типографским способом на толстой мелованной бумаге с желтоватым клеем.
Вторая эмиссия состоялась с 12 августа по 11 сентября. Марки этой серии повторяли рисунок первого выпуска, но были отпечатаны на обыкновенной бумаге с бесцветным клеем.
Третья серия из шести марок издавалась с 29 сентября по 3 декабря. Почтово-благотворительные марки с доплатой в фонд восстановления, были отпечатаны офсетным способом на толстой бумаге с лилово-серым сетчатым фоном. Автор эскизов Хенн Сарап изобразил на марках различные исторические строения Эстонии:
- 15 + 15 (копеек) — башня «Длинный Герман» в Ревеле (Таллин)
- 20 + 20 — каменный мост в Дорпате (Тарту),
- 30 + 30 — средневековые укрепления в Нарве,
- 50 + 50 — вид Ревеля,
- 60 + 60 — Дорпатский университет,
- 100 + 100 — крепость с башней «Длинный Герман» в Нарве.

|                                                  |                                         |                                          |                    |                                                    |
| Башня «Длинный Герман» в Ревеле (Таллин) (Mi #4) | Каменный мост в Дорпате (Тарту) (Mi #5) | Средневековые укрепления в Нарве (Mi #6) | Вид Ревеля (Mi #7) | Крепость с башней «Длинный Герман» в Нарве (Mi #9) |

Первые три марки серии были также выпущены вторым тиражом в изменённых оттенках основного цвета и с серовато-коричневым сетчатым фоном.

### Элва

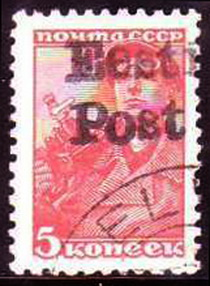
Почтовая марка Элвы (1941)

10 июля почтовой администрацией Элвы был надпечатан запас марок СССР, имевшийся в её распоряжении. Дополнительно надпечатывались марки, приносимые на почту гражданами. Горизонтальная надпечатка надписи «Eesti Post» в две строки производилась ручным каучуковым штемпелем, чёрной краской. Выпуск не был вызван нуждами почтового обращения и, в основном, преследовал политические цели. Штемпель надпечатки был набран из отдельных букв, что привело к возникновению различных отличий из-за загрязнения, износа, чистки и переборки. Марки известны с гашениями населённых пунктов, расположенных около Элвы (Пука, Тарту и др.). Были в обращении до 12 августа 1941 года.

## Выпуски 1991 года

### Переоценки цельных вещей СССР
Переоценки цельных вещей в Эстонии немногочисленны. Они делались на художественных маркированных конвертах (ХМК) СССР разных типов, с иллюстрациями как прибалтийской, так и общесоюзной тематики. Известно несколько типов надпечаток Эстонии на почтовых конвертах СССР.
1. Восьмиугольные чёрные оттиски франкировальных машин с текстом «Почта … СССР / коп.». Централизованно применялись в Таллине и Нарве.
- Таллинский тип имеет размер 13,5 × 19,5 мм. Штемпель использовался в мае — августе 1991 года.
- Нарвский тип имеет размер 15 × 21,5 мм. Использовался в июне — августе 1991 года.
- С 26 июня по 20 сентября 1991 года почтовое отделение в Пайде надпечатывало ХМК СССР при помощи франкировальной машины местной страховой компании.

|                |              |              |
| Таллинский тип | Нарвский тип | Выпуск Пайде |

2. Оттиски примитивного самодельного каучукового штемпеля (10 и 15 копеек). Были сделаны в почтовом отделении Хаапсалу в июне — июле 1991 года. Надпечатывание здесь было остановлено по распоряжению почтовых властей.
3. Прямоугольные фиолетовые оттиски каучуковых штемпелей среднего размера 18,5 × 21,5 мм с текстом «EESTI / …kop. / POST». Надпечатки были сделаны вручную в Таллине по распоряжению Eesti Post. Первые надпечатки появились в апреле 1991 года (10 и 60 копеек). После изменения 1 июля 1991 года почтовых тарифов, были сделаны новые надпечатки (15 и 65 копеек). Штемпели имеют множество отличий.
4. Восьмиугольные чёрные оттиски франкировальных машин с текстом «Eesti … Post». Надпечатки были выполнены в Таллине в декабре 1991 года в связи с изменением почтовых тарифов. Известны оттиски восьми различных номиналов, в том числе ошибочного — в 079 копеек, который однако поступил в продажу.
|                 |                                           |                               |
| Выпуск Хаапсалу | Выпуск Таллина по распоряжению Eesti Post | Выпуск Таллина (декабрь 1991) |

5. Восьмиугольные машинные надпечатки 25 × 25 мм с текстом «EESTI /…/ POST». Оригинальный штемпель был изготовлен в Тарту. Централизованно применялись в Таллине и Тарту.
- Таллинский тип чёрного цвета. Применялся в июле 1991 года.
- Тартуский тип розового цвета. Применялся с июля 1991 по январь 1992 года[15][16].

|                |               |
| Таллинский тип | Тартуский тип |

### Тартуский выпуск
19 декабря 1991 года в Тарту выпустили собственные почтовые марки, представляющие собой куски перфоленты с номиналом, складывающимся из пробитых в ней отверстий, и литерой «I», также пробитой перфоратором. Всего в почтовое обращение поступило 16 номиналов в рублях и копейках. Использовалась перфолента белого, тёмно-синего и от голубого до светло-зеленовато-синего цветов. Длина марок различна, высота — 25 мм. Их почтовая принадлежность подтверждалась проставленным на каждую марку календарным штемпелем города Тарту с датой «18/19.12.1991». Марки продавались до 15 января 1992 года в почтовых отделениях Тарту и в близлежащих населённых пунктов. С 18 января по 20 июня 1992 года они использовались в качестве посылочных марок.